# Гордасевич Леонід Олександрович
Леонід Олександрович Гордасевич (1912, Батьків, Рівненська область — 15 вересня 1990, Михайлівка, Кам'янського району Черкаської області) — православний священник, духівник УПА, в'язень сумління, український громадський діяч.

## Життєпис
Народився у 1912 році на Рівненщині, село Батьків. Його батько Олександр Павлович Гордасевич — священник, родом з Острога, який у 1941 р. заарештований московсько-радянськими окупантами і загинув на Соловках. Його матір — Ірина Григорівна Рябчинська, донька священника Григорія Рябчинського та сестра діяча УНР Василя Рябчинського, родом з села Троща, Житомирського повіту Волинської губернії.
Закінчив Кременецьку духовну семінарію. В Кременці познайомився з майбутньою дружиною Оленою Хомчук, яка там навчалась в учительській семінарії. У 1934 році обоє закінчили навчання та одружилися і Леоніда Гордасевича висвячують у священники.
Дружина Хомчук Олена Павлівна, дочка дяка, була розвиненою й освіченою жінкою з певним літературним обдаруванням, чому підтвердженням є декілька публікацій її віршів під псевдонімом Олена Волинянка у 1930 р. у львівському часописі «Жіноча доля» (чч. 21, 41) та американському часописі «Україна» (ч. 21). Вірш «Ідеш від нас, товаришу», був опублікований в журналі «Волинь», він присвячений митрополиту Діонисію, який виплачував їй з сестрою невелику стипендію. Матушка (імосць) Олена дуже цікавилась художньою літературою, що певною мірою передалось старшій дочці Галині. Але сама Олена Павлівна не змогла реалізуватись як митець, через нелегкий час і домогосподарські турботи.
У 1934 році вступає на теологічний факультет Варшавського університету. А дружина Олена в «панській Польщі» не змогла працевлаштуватись учителькою за здобутим фахом, позаяк була українкою. Тому вона залишається жити в Кременці, де 31 березня 1935 року народила першу доньку, майбутню дисидентку і письменницю Галину.

### Духовна нива і громадська позиція
1937 року Леоніда Гордасевича призначають на парафію села Язвинки (біл. вёска Язвінкі) під Лунінцем (нині Білорусь), в храмі Преображення Господнього.
У грудні 1938 року народилась ще одна його донька — Нона.
Зі спогадів доньки Галини Гордасевич, Л. Гордасевич не цікавився світським мистецтвом живопису, співу, театру і літератури. Проте дуже тонко розумівся на іконах, натхненно співав з церковним хором і знав ледь не напам'ять Святе Письмо.
Донька писала:
|  | Коли він відправляв службу, це було як урочиста вистава, а коли говорив проповідь, то сільські жінки заливалися сльозами. А ще мій батько зовсім не цікавився політикою. Найголовніше в його житті – це було виконання священицьких обов’язків, час і сили, які залишались від цього, віддавав сім’ї (воно ж було село, майже натуральне господарство, коли сам ореш, сієш, збираєш, молотиш, везеш у млин молоти, закопуєш на зиму в копці картоплю, привозиш з лісу дрова). Словом, для політики в нього не було ні часу, ні інтересу. Але це не означає, що політика не цікавилась моїм батьком… |

Леоніда Гордасевича переслідували всі окупаційні режими в Україні.
Спочатку поляки, за те що «Пан ксьондз займує сєн українізациєн» — лише тому, що розмовляв з парафіянами навіть не українською літературною мовою, а місцевим поліським діалектом. За це священника перекидали з одного приходу в інший. Зокрема в село Парахонськ, Пінського району (нині Білорусь) зі складнішою парафією. Потім пробували ще в якесь село перевести, але Л. Гордасевич не встиг туди навіть переїхати, бо його призначили на парафію храму Різдва Пресвятої Богородиці в м. Дубровиця. Також служив він час від часу в древньому храмі Св. Миколаївського монастиря, біля села Селець Дубровицького району.
Але польська окупаційна влада не заспокоювалась, і щоб остаточно мати підстави для запроторення Л. Гордасевича в концтабір Береза Картузька, дала йому завдання написати реферат, як він оцінює польську національну політику. Від польського концтабору його врятував початок Другої Світової війни і окупація земель Західної України московсько-радянським режимом у змові з нацистською Німеччиною у 1939 р.
Репресивні органи московської окупаційної влади почали вимагати від Леоніда Гордасевича оголосити в церкві парафіянам, що «Бога нєт», і зректися сану. А оскільки він відмовився від виконання вимог комуністичного режиму, то його планували відправити на Соловки.
У 1940 році московсько-радянські каральні органи вже заарештували його батька Олександра Гордасевича. Але не встигли заарештувати його самого, позаяк Адольф Гітлер розпочав війну проти СРСР і радянська влада відступила з території України.
На початку німецької окупації, коли в Дубровиці відродилась «Просвіта» і працював драмгурток, матушка (імосць) Олена Гордасевич була однією з її активних учасниць і грала Галю у виставі «Назар Стодоля» та готувала ролю в «Безталанній». А Л. Гордасевича навіть обрали заступником бургомістра в м. Дубровиця з фінансової частини. Там потрібна була людина, якій всі довіряють, а він був саме такою особистістю. Але при цьому він продовжував виконувати свої священницькі обов'язки.
Так було не довго. Коли розгорнулась антифашистська боротьба на Поліссі, то за виконання капеланських обов'язків у похованні вояків УПА, а також задоволення інших духовних потреб українських партизанів, німецько-нацистський окупаційний режим поставив за мету знищити Л. Гордасевича. Та його вчасно попередила парафіянка, яка працювала секретаркою в Дубровицькій комендатурі. З того моменту він з усією сім'єю змушений був переховуватись в глухих селах Полісся, доки на території Полісся були німецькі окупанти.
Спочатку переховувались у с. Городець (Володимирецький район), потім, у 1944 р., в селі Кричильськ Сарненського району в Рівненській області. Ці події описано в художньому стилі Галиною Гордасевич у повісті «Ноїв Ковчег».

### Московсько-радянські репресії
Після Другої Світової війни Полісся знову окупував московсько-радянський режим, і НКВС поставило священникові Леоніду Гордасевичу вимогу, щоб він на сповіді випитував у людей про «бандерівців», і видавав цю інформацію окупантам. Він дуже високо цінив свій сан і сказав: «Ні, я цього робити не буду. Коли я приймав священицький сан, я складав присягу, що Тайну Сповіді я можу відкрити тільки Богові, і то на Страшному суді.» Йому пригрозили: «Ну, тоді ми вас посадимо — ви про своїх дітей подумайте». — «Ваша воля — садіть, а про моїх дітей Бог подбає.» — Відповів на це Л. Гордасевич.
На початку червня 1946 року за статтею 54-ті-а («зрада батьківщини», тобто московського режиму) священника Леоніда Гордасевича засудили на 10 років відсидіти у концентраційному таборі СРСР.
З них 8 років він відбув у найсуворіших комуністичних концтаборах: Братськ, Тайшет, Анчерлаг. На заслані йому ледь не ампутували руки через обмороження, але він вилікувався маючи релігійну надію. Після чого його пересилили на «золоті копальні» Колими в Сусуман (Магаданська область), де він організував найкращий на Примор'ї хор політв'язнів. Це, мабуть, його і врятувало, тому що начальству концтаборів треба було показувати і «культурну роботу», і хоч священників тримали на найтяжчих роботах, але за організацію хору його вивели з шахти.
За час, доки він перебував за ґратами, КДБ 13 березня 1952 року заарештувало і 31 липня 1952 року засудило на 10 років радянських концтаборів його старшу, але ще неповнолітню, доньку Галину.
У 1954 році він був звільнений з ув'язнення у таборі, але його примусили бути на поселенні, де він ще 15 років працював в Берельосі (Республіка Саха) на автобазі. У 1955 році до нього переїхала жити дружина з молодшою донькою.

### Повернення в Україну
У 1969 році, коли Леонід Гордасевич пішов на пенсію, він переїхав у м. Черкаси, де придбав собі будинок. В Черкасах відразу почав брати участь у релігійному житті міста: керував церковним хором, підміняв священників і т. д.
Наприкінці 1980-х, за дорученням Митрополита Філарета був приділений священником на одну з парафій у селі Михайлівці поруч з Черкасами.
Помер 15 вересня 1990 р. в автобусі, по дорозі на службу в церкву. Поховали його біля тої ж церкви в с. Михайлівці.